# Hamnet Shakespeare
Hamnet Shakespeare (* Januar 1585 in Stratford-upon-Avon; † August 1596 ebenda) war der einzige Sohn von William Shakespeare und Anne Hathaway.

## Leben
Hamnet Shakespeare kam 1585 in Stratford-upon-Avon als einziger Sohn von William Shakespeare und Anne Hathaway zur Welt. Er und seine Zwillingsschwester Judith Quiney wurden am 2. Februar 1585 in der Holy Trinity Church von Richard Barton aus Coventry getauft. Nach dem Protokoll seiner Taufe im Register von Solihull wurde er Hamlette Sadler getauft. Hamnet Shakespeare wurde hauptsächlich von seiner Mutter Anne im Haus seines Großvaters in der Henley Street aufgezogen. Als er vier Jahre alt war, war sein Vater bereits ein Londoner Dramatiker. Als seine Popularität zunahm, war er nicht regelmäßig mit seiner Familie in Stratford zu Hause. Im August 1596 starb Hamnet Shakespeare. Er erlag wahrscheinlich der Pest, welcher etwa ein Drittel aller Kinder vor dem zehnten Lebensjahr in England zum Opfer fielen. Beerdigt wurde er am 11. August 1596 in Stratford-upon-Avon.

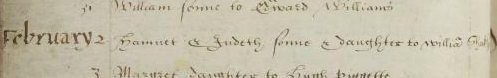
Taufaufzeichnung von Hamnet und Judith Shakespeare, 1585